# Олівія Сейнт
Кімберлі Джо Енн Сіск (англ. Kimberly Jo Anne Sisk); (11 листопада 1979 , Сан-Дієго, Каліфорнія ), відома як Олівія Сейнт (англ. Olivia Saint) — колишня американська порноакторка.

## Біографія
Народилася 11 листопада 1979 року в Сан-Дієго, США. 
В порноіндустрію потрапила у 2000 році, у 21 рік. Знімалася для таких порностудій, як Adam & Eve, Anabolic Video, Devil's Film, Elegant Angel, Jill Kelly Productions, Kick Ass Pictures, Metro, Sin City, VCA, Vivid.
Пішла з порноіндустрії в 2017 році, знявшись в 391 порнофільмі.

## Нагороди та номінації
| Рік  | Церемонія  | Результат | Номінація | Робота                                     |
| ---- | ---------- | --------- | --- | ------------------------------------------ |
| 2003 | AVN Awards | Номінація | Найкраща виконавиця року | Н/Д                                        |
| 2003 | AVN Awards | Номінація | Краща сцена орального сексу – відео (разом з Мейсон, Gino Greco і Кайлом Стоуном)                                                  | Lady Fellatio 2: Desperately Seeking Semen |
| 2003 | XRCO Award | Перемога  | Недоспівана сирена | Н/Д                                        |
| 2004 | AVN Award  | Номінація | Краща групова сцена — відео (разом з Тайсом Буні, Ентоні Хардвудом, Стів Холмс, й Ніком Меннінгеном, Діком Трейсі і Джоном Вестом) | The Anal Destruction of Saint Olivia       |
| 2006 | AVN Award  | Номінація | Краща акторка — відео | Contract Girl                              |

## Вибрана фільмографія
- Contract Girl
- Lady Fellatio 2: Desperately Seeking Semen
- The Anal Destruction of Saint Olivia